# Пластикат
Пластикат (джеон, кохинор, велвик, люколен и др.), мягкий термопластичный материал на основе поливинилхлорида, содержащий также пластификатор (до 1 масс. части на 1 масс. часть полимера), термо- и светостабилизаторы, антиоксиданты, смазки, красители или пигменты, иногда наполнители (каолин, аэросил, мел и др.).
Получают интенсивным смешением компонентов с последующей пластификацией смеси на вальцах или в экструдере. Морозостойкость отдельных видов пластикатов достигает −65 °C.
Выпускается в виде лент, жгутов или гранул.
Перерабатывается экструзией, каландрованием, литьем под давлением.
Применяется для изоляции проводов и кабелей, изготовления эластичных профилей, лент, трубок, шлангов, втулок, мембран и др.
Спецодежда из пластиката применяется при работе в условиях загрязнения радиоактивными, токсичными либо агрессивными веществами.